# Walter Liljenberg
Gunnar Walter Liljenberg, född 10 mars 1917 i Halmstad, död 16 mars 1984 i Västra Frölunda, var en svensk målare och konsthantverkare. 
Liljenberg studerade vid olika privata målarskolor i Göteborg. Hans konst består av landskapsmålningar med hästar och olika slag av vilda djur. Som konsthantverkare har han formgivit möbler.  